# Peder Aagesen
Peder Aagesen (1546 i København − 16. september 1591) var en dansk professor ved Københavns Universitet.
Aagesen blev født i København som søn af købmand Aage Knudsen og Dorthe Hansdatter. Efter at være blevet student nød han godt af Niels Hemmingsens opmærksomhed, der efterfølgende anbefalede ham til Peder Oxe, som støttede hans videre studier i udlandet.
I 1569 ankom han til Wittenberg Universitet i Tyskland, hvor han tog magistergraden i 1571. Ved sin hjemkost til Danmark blev han på opfordring fra Peder Oxe indsat som ekstraordinær professor ved Københavns Universitet, først i latin, siden i græsk og endelig i dialektik. 1574 kreerede Hemmingsen ham til baccalavr i teologien. 1577 forestod han med en anden professor studenternes teatralske forestillinger ved festlighederne i anledning af prins Christians (IV) dåb. I 1588 tog Aagesen virksomt del i bibelrevisionen, men var ellers ikke produktiv som forfatter.
Aagesen blev gift to gange, senest med Karine Svanning (død 1603).